# نزلة حسين علي
قرية نزلة حسين علي هي إحدي القرى التابعة لمركز المنيا بمحافظة المنيا في جمهورية مصر العربية. حسب إحصاءات سنة 2006، بلغ إجمالي السكان في نزلة حسين علي 10952 نسمة، منهم 5780 رجل و5172 امرأة.